# Çatalçeşme, Demirözü
Çatalçeşme là một xã thuộc huyện Demirözü, tỉnh Bayburt, Thổ Nhĩ Kỳ. Dân số thời điểm năm 2010 là 188 người.